# Museo de Historia de Basilea

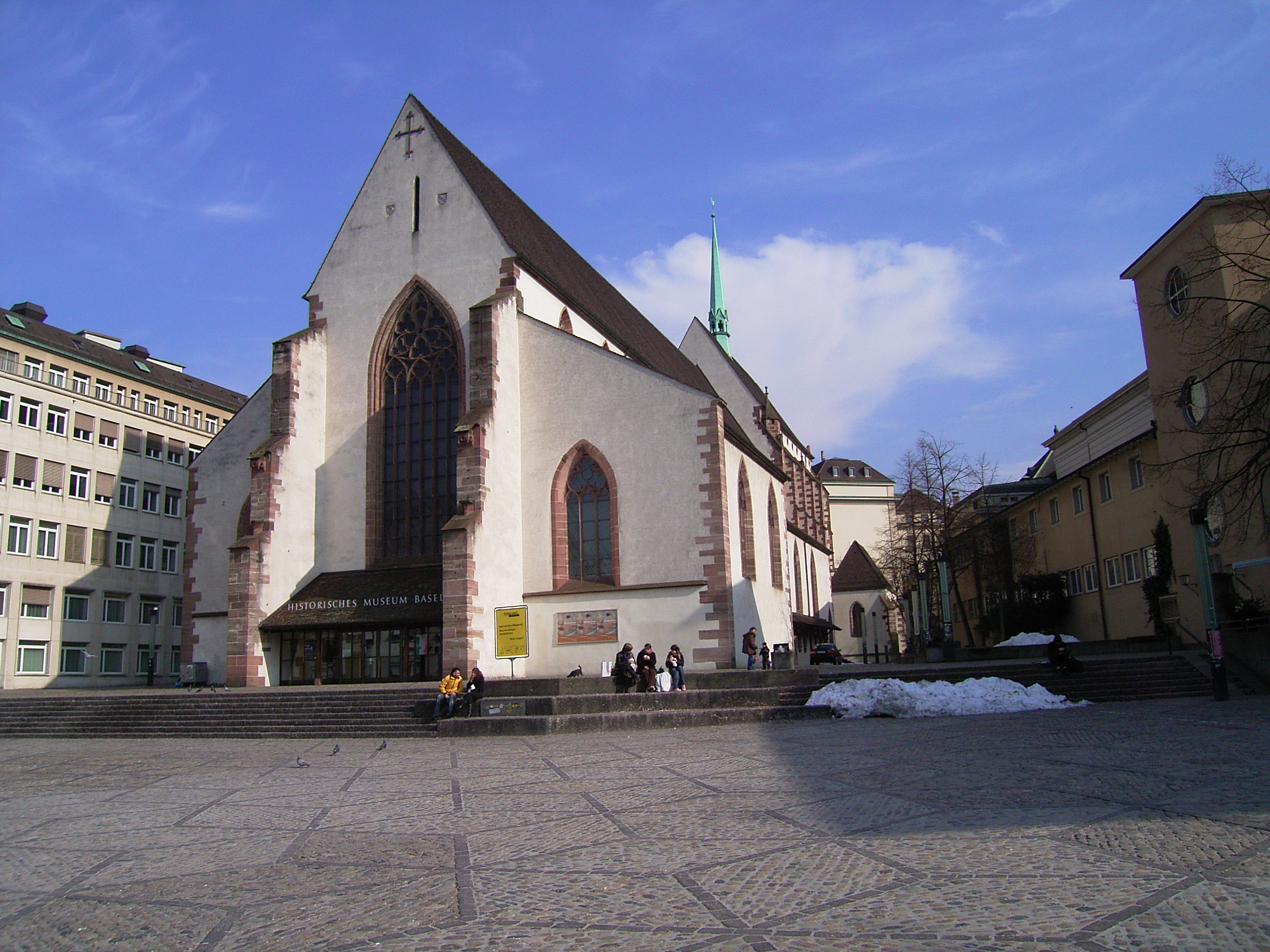
El Museo de Historia de Basilea en la Barfüsserkirche (Iglesia de los Franciscanos).

El Museo de Historia de Basilea (en alemán Historisches Museum Basel), inaugurado en 1894 y ubicado en la antigua iglesia Barfüsserkirche de Basilea, alberga la colección más completa de la historia de la civilización en la región del Alto Rin. La exposición muestra obras de artesanía, así como objetos cotidianos. El punto fuerte del museo se encuentra en la tardía Edad Media, el Renacimiento hasta la época del Barroco. Merecen una mención especial: el tesoro de la catedral de Basilea, tapices de Basilea y Estrasburgo, fragmentos de la danza macabra de Basilea, altares y esculturas religiosos, el legado de Erasmo de Róterdam, la sala de monedas y las vidrieras.